# Evergreen (Broods)
Evergreen è l'album in studio di debutto del gruppo musicale neozelandese Broods, pubblicato il 22 agosto 2014.

## Tracce
Testi e musiche di Caleb Nott, Georgia Nott e Joel Little.
1. Mother & Father – 3:07
2. Everytime – 3:41
3. Killing You – 3:33
4. Bridges – 3:11
5. L.A.F. – 2:47
6. Never Gonna Change – 4:12
7. Sober – 4:02
8. Medicine – 4:42
9. Evergreen – 4:27
10. Four Walls – 3:28
11. Superstar – 3:46

## Classifiche
| Classifica (2014) | Posizione massima |
| ----------------- | ----------------- |
| Australia         | 5                 |
| Nuova Zelanda     | 1                 |
| Stati Uniti       | 45                |

### Classifiche annuali
| Classifica (2014) | Posizione massima |
| ----------------- | ----------------- |
| Nuova Zelanda     | 19                |

| Classifica (2015) | Posizione massima |
| ----------------- | ----------------- |
| Nuova Zelanda     | 45                |